# Alloxysta fuscicornis
Alloxysta fuscicornis är en stekelart som först beskrevs av Hartig 1841.  Alloxysta fuscicornis ingår i släktet Alloxysta, och familjen glattsteklar. Arten är reproducerande i Sverige.